# 清武町船引
清武町船引（きよたけちょうふなひき）とは、宮崎県宮崎市および旧宮崎郡清武町の地名。清武地域自治区に属している。郵便番号は889-1604。

## 地理
宮崎市の中南部、清武川沿いに位置する。もともと「清武町大字船引」として宮崎郡清武町の中心地であった。宮崎市に合併の際に「大字」が省略された。
中心部の西新町地区（清武町西新町に編入されていない地域）は住宅地、商業地であるが、北西部の黒北地区では台地となっており、大根や高菜などを生産する。また、現存する九州最古の水力発電所、黒北発電所が所在する。
北方を大字細江、古城町、清武町加納、東方を清武町木原、清武町新町、南方を清武町西新町、西方を清武町今泉、田野町乙と接する。清武町正手を内包する。

## 歴史
- 2010年（平成22年）3月23日 - 清武町が宮崎市に編入合併となる。その際に大字が省略される。

## 世帯数と人口
2023年（令和5年）3月1日現在の世帯数と人口は以下の通りである。
| 町丁       | 世帯数   | 人口   |
| ---------- | -------- | ------ |
| 清武町船引 | 1357世帯 | 2686人 |

## 小・中学校の学区
市立小・中学校に通う場合、学区は以下の通りとなる。
| 町名             | 小学校               | 中学校             |
| ---------------- | -------------------- | ------------------ |
| 清武町船引の一部 | 宮崎市立清武小学校   | 宮崎市立清武中学校 |
| 清武町船引の一部 | 宮崎市立大久保小学校 | 宮崎市立清武中学校 |
| 清武町船引の一部 | 宮崎市立加納小学校   | 宮崎市立加納中学校 |

## 交通

### バス
宮交グループの運営するバスが営業している。

### 鉄道
JR日豊本線が通っており、清武駅が設置されている。

### 道路
- 東九州自動車道 清武IC
- 宮崎自動車道（通過のみ）
- 国道269号
- 宮崎県道13号高岡郡司分線
- 宮崎県道336号宮崎田野線
- 宮崎県道348号清武停車場線
- 宮崎県道371号清武インター線

## 施設
- 九州電力黒北発電所
- 九州旅客鉄道南宮崎変電所
- 船引神社